# Lijst van amfibieën in Nicaragua
Onderstaande lijst van amfibieën in Nicaragua bestaat uit een totaal van 75 in Nicaragua voorkomende  soorten die zijn onderverdeeld in drie ordes: de  wormsalamanders (Gymnophiona), salamanders  (Caudata) en kikkers (Anura). Deze lijst is ontleend aan de databank van Amphibian Species of the World, aangevuld met enkele soorten die recent zijn ontdekt door de wetenschap of wiens aanwezigheid in Nicaragua recent is vastgesteld.

## Wormsalamanders (Gymnophiona)

### Dermophiidae
Orde: Gymnophiona. 
Familie: Dermophiidae

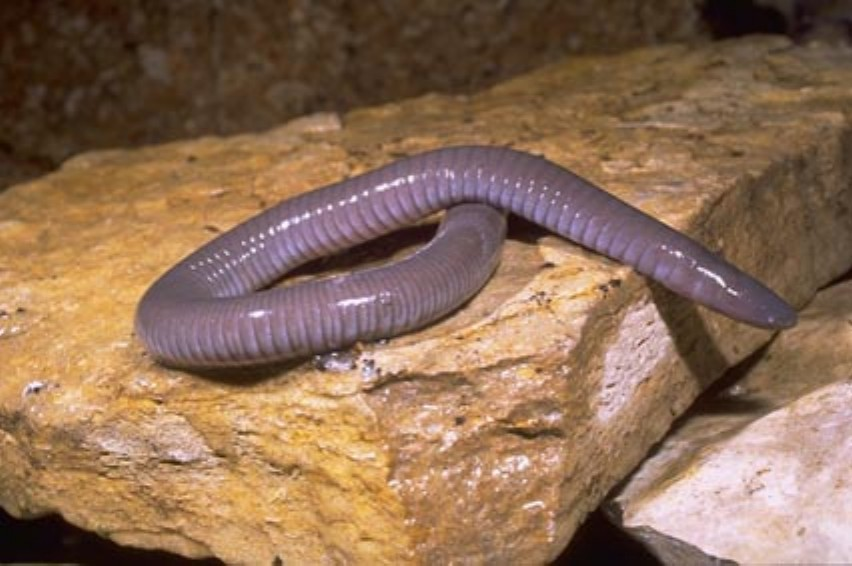
Dermophis mexicanus

- Dermophis mexicanus (Duméril & Bibron, 1841)
- Gymnopis multiplicata Peters, 1874

## Salamanders  (Caudata)

### Plethodontidae
Orde: Caudata. 
Familie: Plethodontidae
- Bolitoglossa indio Sunyer, Lotzkat, Hertz, Wake, Aléman, Robleto, & Köhler, 2008
- Bolitoglossa insularis Sunyer, Lotzkat, Hertz, Wake, Aléman, Robleto, & Köhler, 2008
- Bolitoglossa mombachoensis Köhler y McCranie, 1999
- Bolitoglossa striatula (Noble, 1918)
- Nototriton saslaya Köhler, 2002
- Oedipina collaris (Stejneger, 1907)
- Oedipina cyclocauda Taylor, 1952
- Oedipina koehleri Sunyer, Townsend, Wake, Travers, Gonzalez, Obando, & Quintana, 2011
- Oedipina nica Sunyer, Wake, Townsend, Travers, Rovito, Papenfuss, Obando, & Köhler, 2010
- Oedipina quadra McCranie, Vieites, & Wake, 2008

## Kikkers (Anura)

### Aromobatidae
Orde: Anura. 
Familie: Aromobatidae
- Allobates talamancae (Cope, 1875)

### Dendrobatidae
Orde: Anura. 
Familie: Dendrobatidae
- Dendrobates auratus (Girard, 1855)
- Oophaga pumilio (Schmidt, 1857)

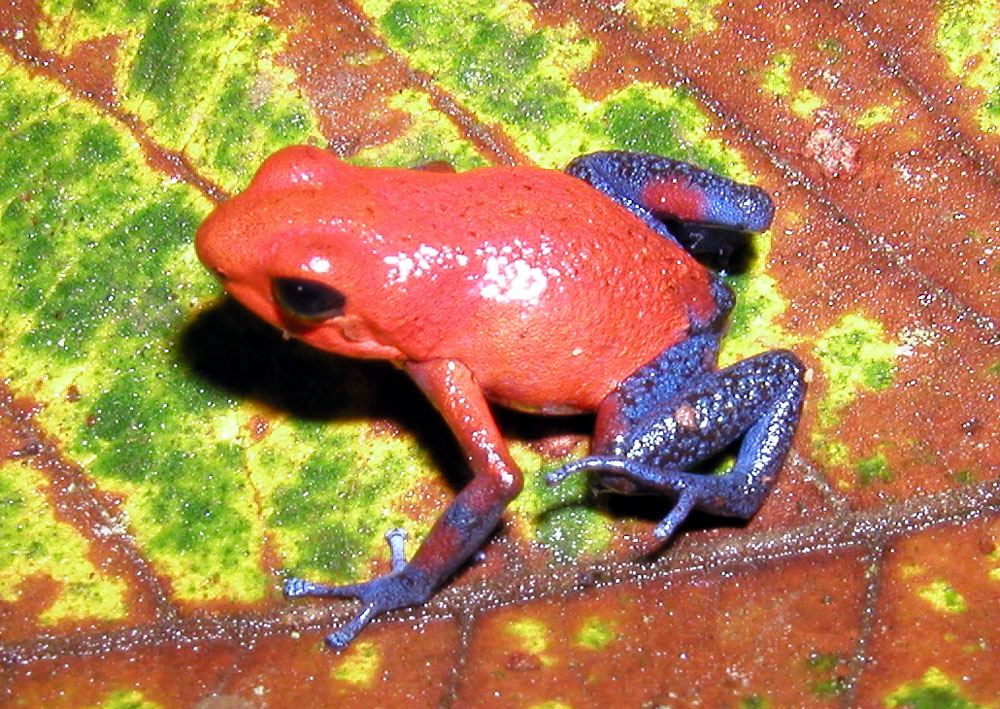
Dendrobates pumilio

- Phyllobates lugubris (Schmidt, 1857)

### Rhinophrynidae
Orde: Anura. 
Familie: Rhinophrynidae

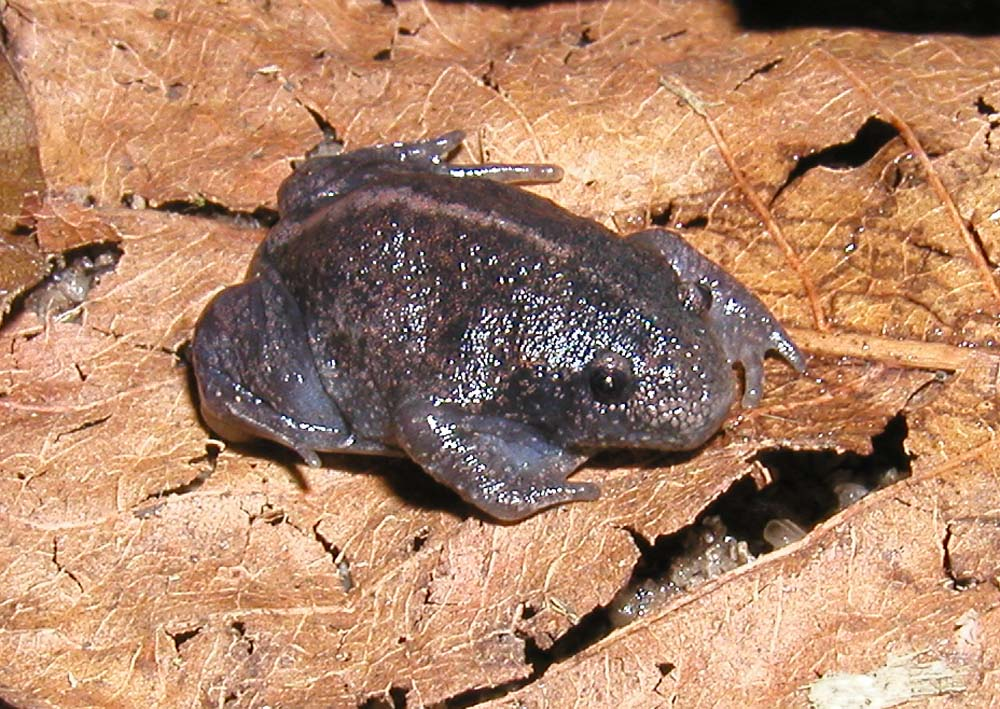
Rhinophrynus dorsalis

- Rhinophrynus dorsalis Duméril y Bibron, 1841

### Craugastoridae
Orde: Anura. 
Familie: Craugastoridae

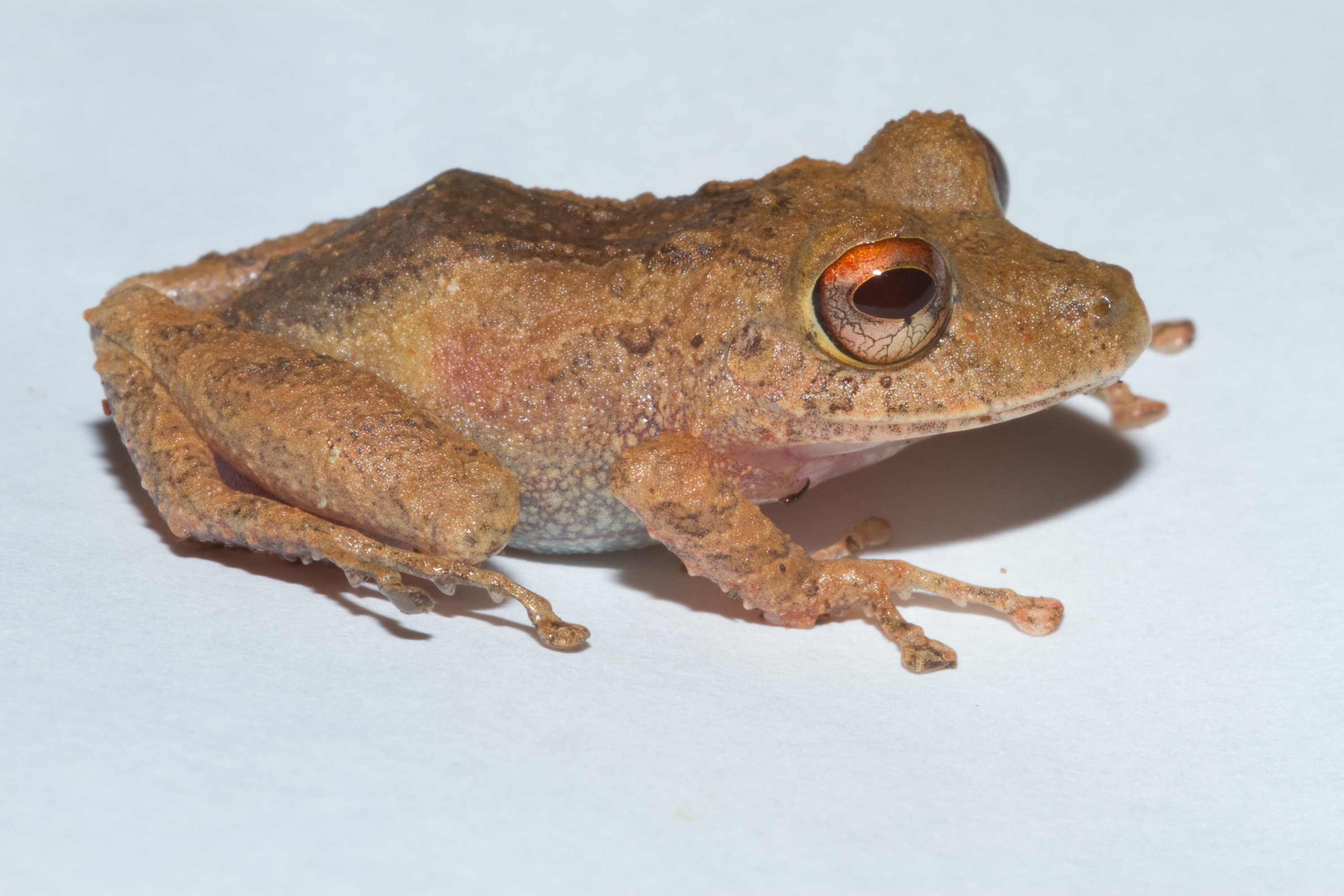
Pristimantis cerasinus

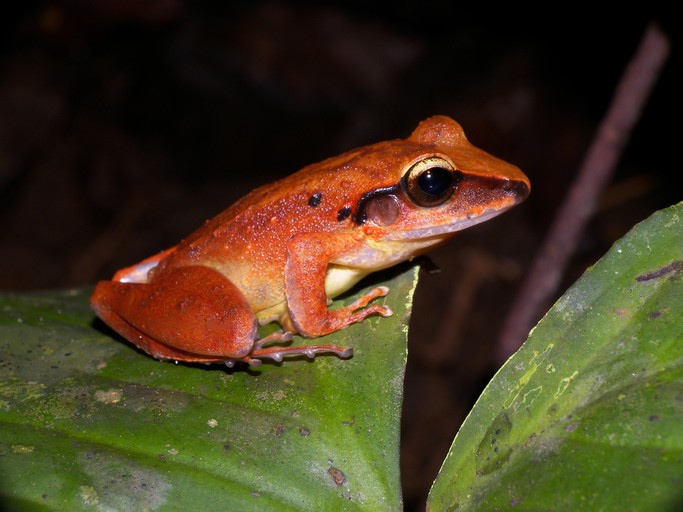
Craugastor fitzingeri

- Pristimantis cerasinus (Cope, 1875)
- Pristimantis ridens (Cope, 1866)
- Craugastor bransfordii (Cope, 1886)
- Craugastor chingopetaca Köhler y Sunyer, 2006
- Craugastor fitzingeri (Schmidt, 1857)
- Craugastor laevissimus (Werner, 1896)
- Craugastor lauraster (Savage, McCranie, y Espinal, 1996)
- Craugastor megacephalus (Cope, 1875)
- Craugastor mimus (Taylor, 1955)
- Craugastor noblei (Barbour y Dunn, 1921)
- Craugastor polyptychus (Cope, 1886)
- Craugastor ranoides (Cope, 1886)
- Craugastor talamancae (Dunn, 1931)

### Leptodactylidae
Orde: Anura. 
Familie: Leptodactylidae

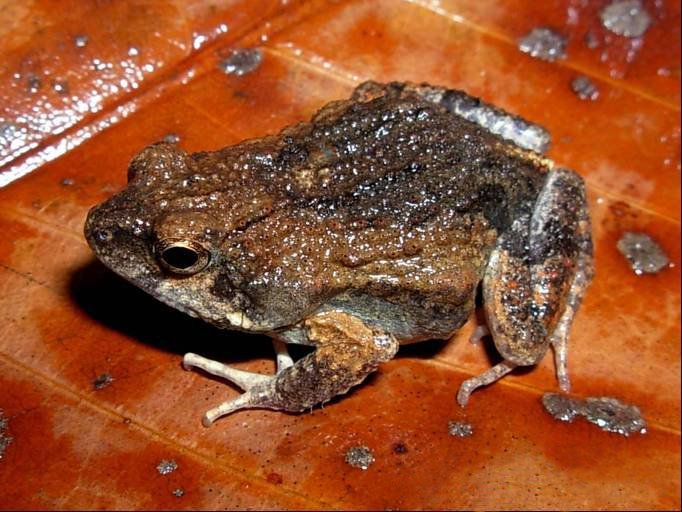
Engystomops pustulosus

- Engystomops pustulosus (Cope, 1864)
- Leptodactylus fragilis (Brocchi, 1877)
- Leptodactylus melanonotus (Hallowell, 1861)
- Leptodactylus savagei Heyer, 2005

### Eleutherodactylidae
Orde: Anura. 
Familie: Eleutherodactylidae
- Diasporus diastema (Cope, 1875)

### Bufonidae
Orde: Anura. 
Familie: Bufonidae
- Incilius coccifer (Cope, 1866)
- Incilius coniferus (Cope, 1862)

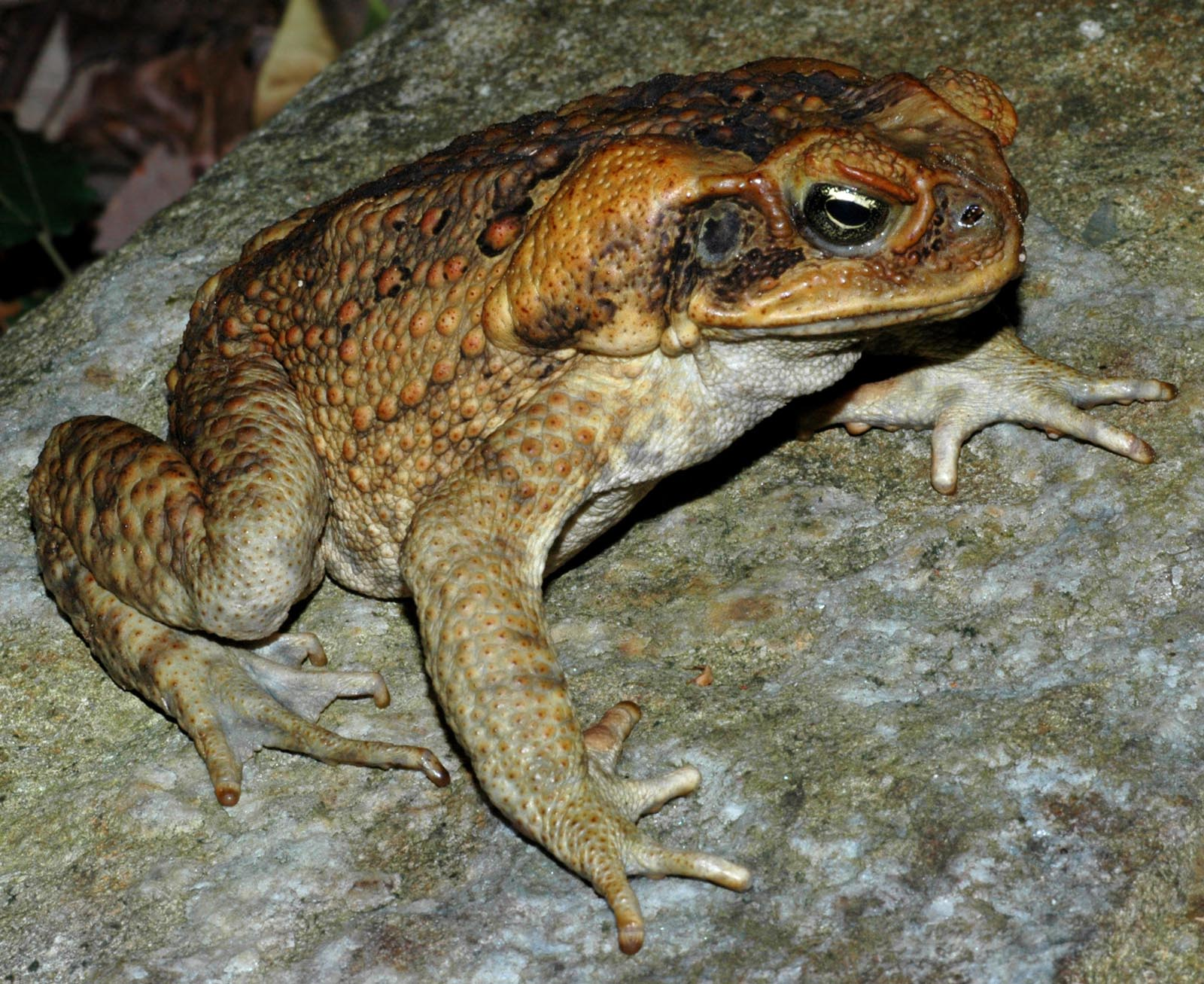
Rhinella marina

- Incilius luetkenii (Boulenger, 1891)
- Incilius melanochlorus (Cope, 1877)
- Incilius valliceps (Wiegmann, 1833)
- Rhaebo haematiticus Cope, 1862
- Rhinella marina (Linnaeus, 1758)

### Hylidae
Orde: Anura. 
Familie: Hylidae
- Agalychnis callidryas (Cope, 1862)
- Agalychnis saltator Taylor, 1955

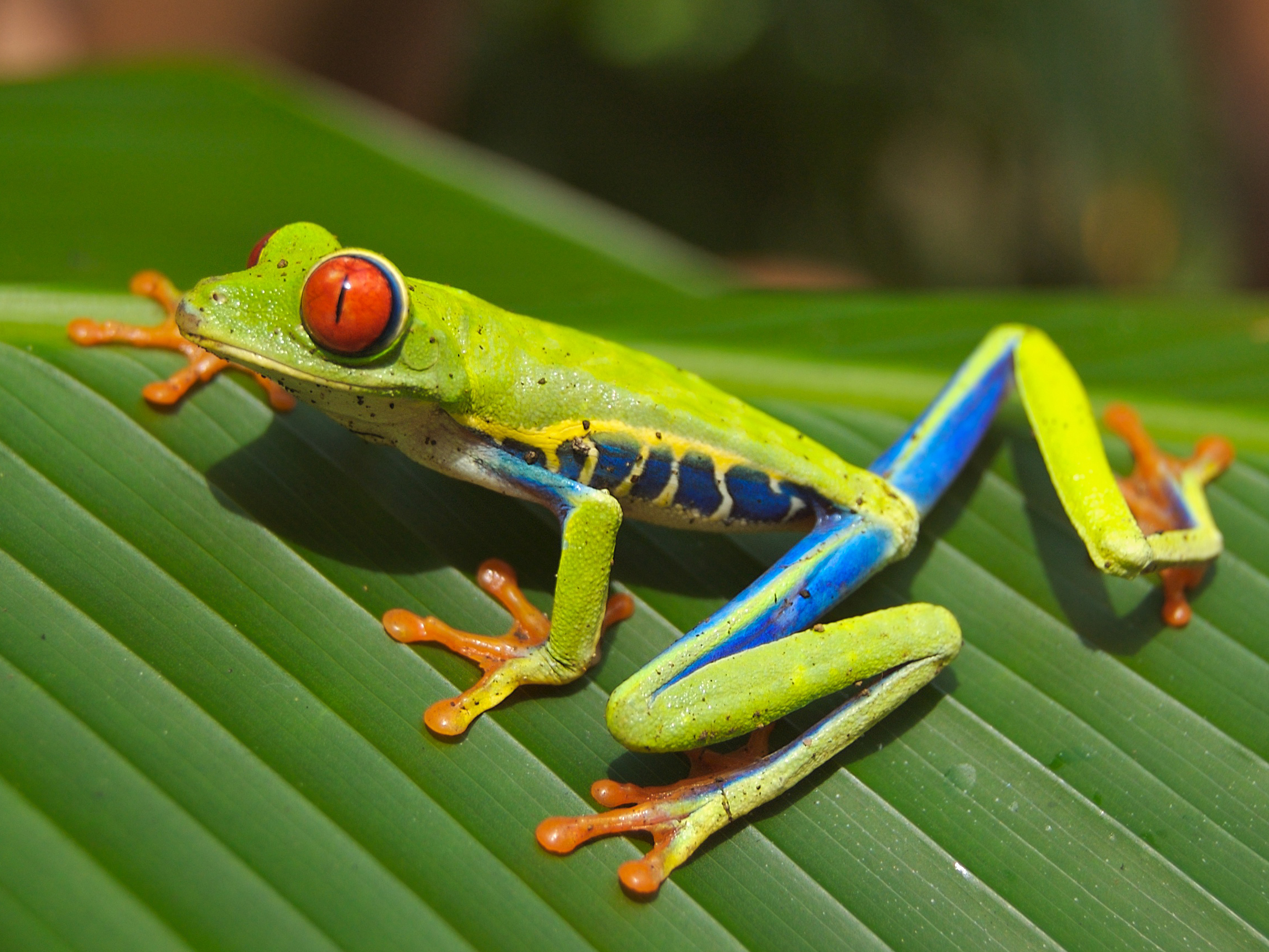
Agalychnis callidryas

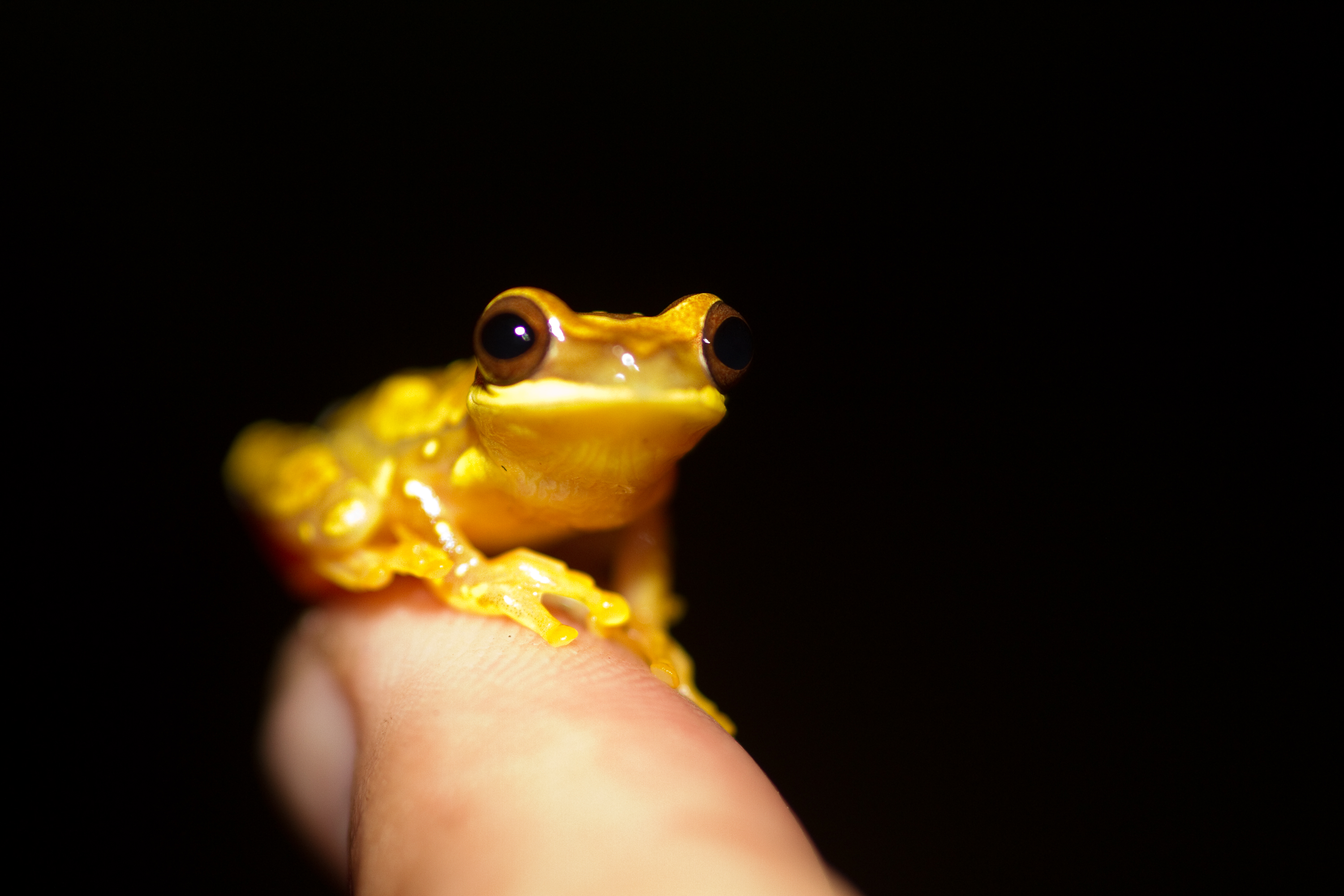
Dendropsophus ebraccatus

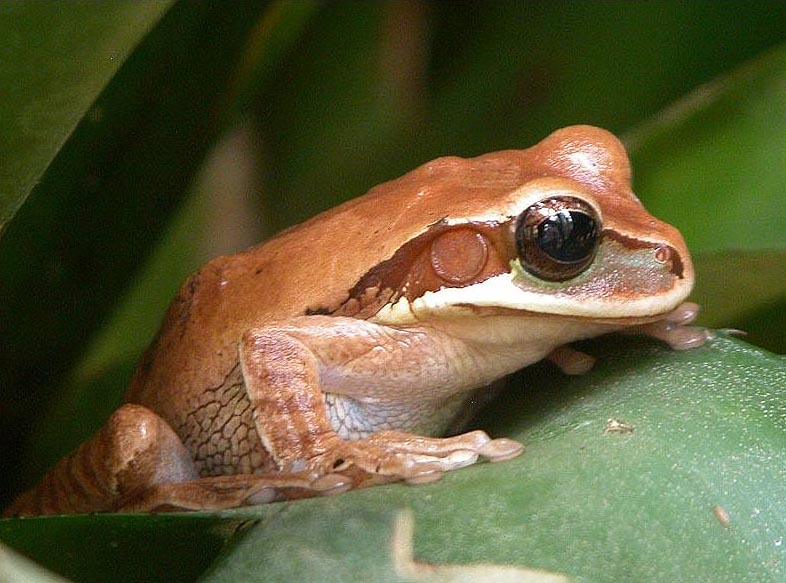
Smilisca phaeota

- Cruziohyla calcarifer (Boulenger, 1902)
- Dendropsophus ebraccatus (Cope, 1874)
- Dendropsophus microcephalus (Cope, 1886)
- Dendropsophus phlebodes (Stejneger, 1906)
- Ecnomiohyla miliaria (Cope, 1886)
- Hypsiboas rufitelus (Fouquette, 1961)
- Ptychohyla hypomykter McCranie y Wilson, 1993
- Scinax boulengeri (Cope, 1887)
- Scinax elaeochrous (Cope, 1875)
- Scinax staufferi (Cope, 1865)
- Smilisca baudinii (Duméril y Bibron, 1841)
- Smilisca phaeota (Cope, 1862)
- Smilisca puma (Cope, 1885)
- Smilisca sordida (Peters, 1863)
- Tlalocohyla loquax (Gaige y Stuart, 1934)
- Trachycephalus typhonius (Linnaeus, 1758)

### Centrolenidae
Orde: Anura. 
Familie: Centrolenidae

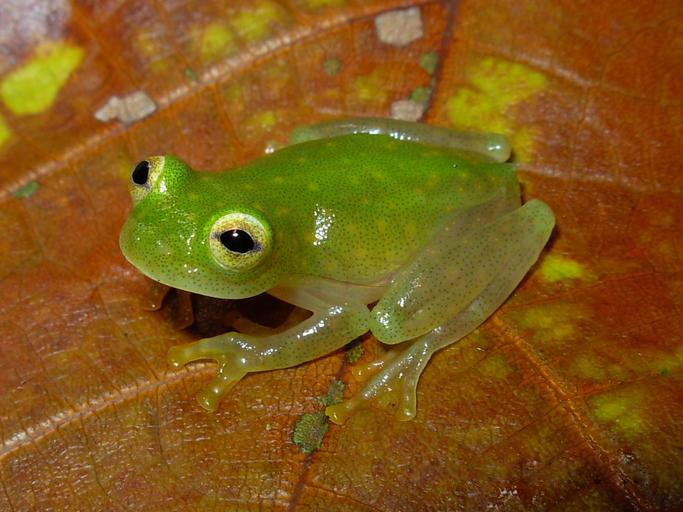
Hyalinobatrachium fleischmanni

- Cochranella granulosa (Taylor, 1949)
- Espadarana prosoblepon (Boettger, 1892)
- Sachatamia albomaculata (Taylor, 1949)
- Sachatamia ilex (Savage, 1967)
- Teratohyla pulverata (Peters, 1873)
- Hyalinobatrachium fleischmanni (Boettger, 1893)

### Microhylidae
Orde: Anura. 
Familie: Microhylidae

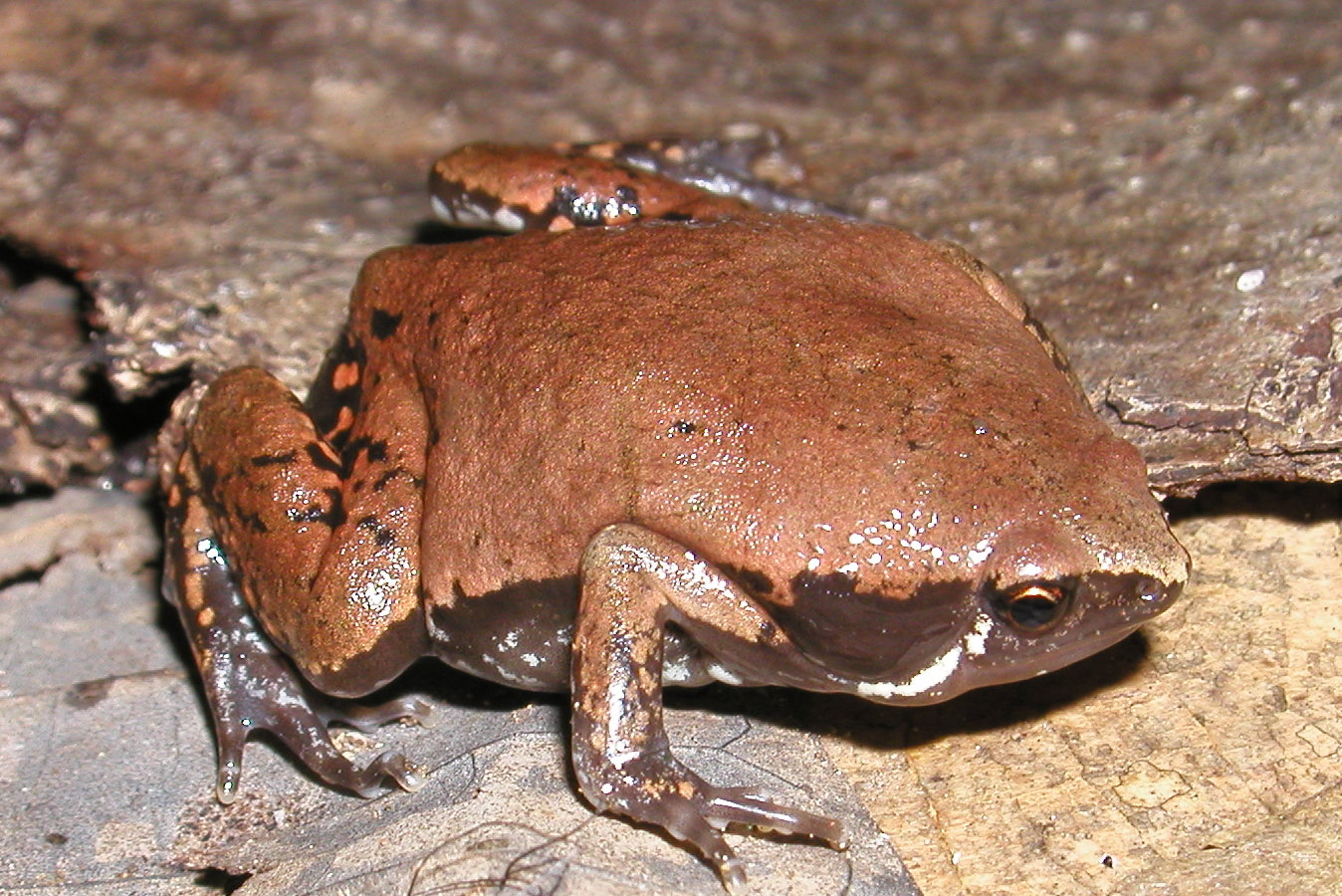
Hypopachus variolosus

- Hypopachus pictiventris (Cope, 1886)
- Hypopachus variolosus (Cope, 1866)

### Ranidae
Orde: Anura. 
Familie: Ranidae

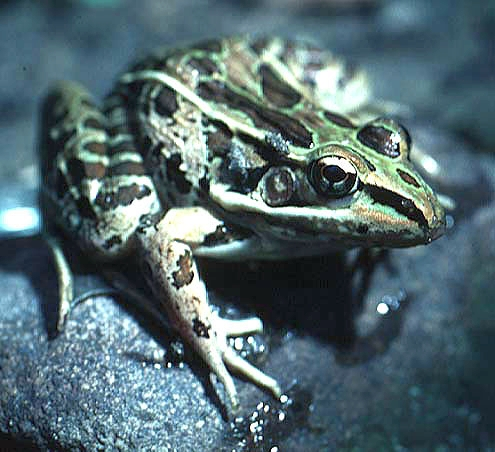
Lithobates forreri

- Lithobates brownorum (Sanders, 1973)
- Lithobates forreri (Boulenger, 1883)
- Lithobates maculatus (Brocchi, 1877)
- Lithobates miadis (Barbour y Loveridge, 1929)
- Lithobates taylori (Smith, 1959)
- Lithobates vaillanti (Brocchi, 1877)
- Lithobates warszewitschii (Schmidt, 1857)